# Awkmiu
Awkmiu（オークミュー）は、日本の4人組バンド。
2018年に東京都内で結成され、かつては魅惑ハレーション（みわくハレーション）名義で活動し、2023年に現在の名義に改名した。
バンド名はAwkward（英語で「不器用な」の意）とmiuex（フランス語で「より良い」の意）を掛け合わせた造語で、「不器用ながらもより良い音楽を届けたい」という思いを込めて付けられた。また旧名にも冠していた「魅惑」という単語のアナグラムでもある。

## メンバー
シキ（2000年3月2日 - ）
東京都出身。血液型B型。
ボーカル、ギター、作詞、作曲、アートワークやジャケットデザインを担当。
Aki（アキ、1997年1月3日 - ）
ニューヨーク出身。血液型O型。
キーボード担当。かつてはバンドのキーボードサポートとマネージャーを兼任しており、2022年5月に正式加入。
カヤ ケンコウ（1999年12月4日 - ）
東京都出身。血液型A型。
ベース担当。
関根 米哉（せきね まいや、1991年2月21日 - ）
埼玉県出身。血液型A型。
ドラム、パーカッション担当。かつてはバンドのドラムサポートとレコーディング・エンジニアとして関わりがあり、2022年5月に正式加入。Official髭男dism、SOMETIME'S、ゆいにしおなどのサポートミュージシャンも務めるほか、Manhole New World、SEQUOiA、やさしいひとたち。などのバンドでドラマーとしての活動経験も持つ。

## 来歴
2018年8月、慶應義塾大学の同級生だったシキとカヤを中心に結成。結成当時は渋谷を中心に音楽活動を行い、2019年11月22日に自主制作にてEP『TO STAGE』を発表。
2020年1月1日、サポートメンバーのオオコシが正式加入。2月29日、ミニアルバム『ACT』を発表。12月17日に配信された楽曲「夜はソーダ」は、サブスクリプションおよびMVの再生回数が累計7万回を超えた。
2021年9月22日、フルアルバム『祈りをこめて振り返れ』を発表。10月9日、オオコシの脱退を発表。それに伴い、10月16日をもって活動を一時休止する。
2022年5月11日、Akiと関根が正式加入。楽曲「灯火」を発表し、活動を再開。
2023年2月11日、初のワンマンライブ『魅惑ハレーション 1st One-Man Live "Translating"』を渋谷Milky Wayで開催。同日、Awkmiuへのバンド名改名を発表。2月12日に改名後初となる楽曲「どくどく」を発表。2月14日には「よりパワーアップした形で楽曲を届けられたら」との意向により、魅惑ハレーション名義で発表したすべての作品の音楽配信とミュージックビデオの公開を停止した。
6月17日、楽曲「アロー」がテレビアニメ『ライザのアトリエ 〜常闇の女王と秘密の隠れ家〜』のエンディングテーマに起用されることを発表。8月5日にはニッポン放送で『Awkmiu シキのオールナイトニッポン0(ZERO)』が放送され、シキが初のラジオ番組パーソナリティを務めた。8月19日に SUMMER SONIC 2023 OSAKA のオープニングアクトとして初の音楽フェスに出演。
2024年3月20日、EP『されど空の青さを知る』を発表。5月に東名阪ライブツアー『Awkmiu LIVE TOUR "HEKIREKI"』を開催。ツアーファイナルとなる5月31日の東京公演はOmoinotakeとのツーマンライブとなり、またツアーファイナルに合わせて同日に楽曲「Pistol」をデジタルシングルとして発表。翌日の6月1日には2度目となるニッポン放送『Awkmiu シキのオールナイトニッポン0(ZERO)』が放送。

## ディスコグラフィ

### EP
|     | 発売日        | タイトル             | 規格  | 規格品番                  |
| --- | ------------- | -------------------- | ----- | ------------------------- |
| 1st | 2023年8月23日 | アロー               | CD    | VVCL-2330（通常盤）       |
| 1st | 2023年8月23日 | アロー               | CD+BD | VVCL-2331/2（期間限定盤） |
| 2nd | 2024年3月20日 | されど空の青さを知る | CD    | VVCL-2449                 |

### シングル
|      | 発売日         | タイトル       | 規格                   | 規格品番       |
| ---- | -------------- | -------------- | ---------------------- | -------------- |
| 1st  | 2023年2月12日  | どくどく       | デジタル・ダウンロード | Awkmiu-001     |
| 2nd  | 2023年4月14日  | avalanche      | デジタル・ダウンロード | Awkmiu-002     |
| 3rd  | 2023年5月26日  | color          | デジタル・ダウンロード | Awkmiu-003     |
| 4th  | 2023年7月2日   | アロー         | デジタル・ダウンロード | Awkmiu-004     |
| 5th  | 2023年10月20日 | Masquerade     | デジタル・ダウンロード | VVXX-01523B00Z |
| 6th  | 2023年12月27日 | glider         | デジタル・ダウンロード | VVXX-01561B00Z |
| 7th  | 2024年1月31日  | ブリーチタウン | デジタル・ダウンロード | VVXX-01579B00Z |
| 8th  | 2024年2月7日   | スプートニク   | デジタル・ダウンロード | VVXX-01583B00Z |
| 9th  | 2024年2月21日  | 楽園はいらない | デジタル・ダウンロード | VVXX-01588B00Z |
| 10th | 2024年5月31日  | Pistol         | デジタル・ダウンロード | VVXX-01631B00Z |

### 魅惑ハレーション名義
|                 | 発売日         | タイトル             | 規格                   | 規格品番       |
| --------------- | -------------- | -------------------- | ---------------------- | -------------- |
| 1st EP          | 2019年11月22日 | TO STAGE             | デジタル・ダウンロード | bigup-13039309 |
| 1stミニアルバム | 2020年2月29日  | ACT                  | デジタル・ダウンロード |                |
| 1stミニアルバム | 2020年2月29日  | ACT                  | 自主制作CD             |                |
| 1stシングル     | 2020年12月17日 | 夜はソーダ           | デジタル・ダウンロード |                |
| 2ndシングル     | 2021年1月27日  | もういかなくちゃ     | デジタル・ダウンロード |                |
| 3rdシングル     | 2021年3月10日  | 答え合わせ           | デジタル・ダウンロード |                |
| 4thシングル     | 2021年6月9日   | Mr.Crier             | デジタル・ダウンロード |                |
| 5thシングル     | 2021年7月4日   | ISCREAM              | デジタル・ダウンロード |                |
| 1stフルアルバム | 2021年9月22日  | 祈りをこめて振り返れ | デジタル・ダウンロード |                |
| 6thシングル     | 2022年5月11日  | 灯火                 | デジタル・ダウンロード |                |
| 7thシングル     | 2022年7月20日  | color                | デジタル・ダウンロード |                |

## タイアップ
| 曲名   | タイアップ                                                                             |
| ------ | -------------------------------------------------------------------------------------- |
| アロー | テレビアニメ『ライザのアトリエ 〜常闇の女王と秘密の隠れ家〜』エンディングテーマ        |
| アロー | メ〜テレ『BomberE』2023年8月度オープニングテーマ                                       |
| アロー | ニッポン放送『オールナイトニッポン』2023年8月度プッシュ曲                              |
| glider | J SPORTS『全国高等学校ラグビーフットボール大会』テーマソング                           |
| glider | エフエム長崎第76回長崎県高等学校総合体育大会応援特番『It's My Generation』テーマソング |

## 出演

### ラジオ番組
- Awkmiu シキのオールナイトニッポン0(ZERO)（2023年8月5日、2024年6月1日、ニッポン放送）シキのみ出演[27][28]
- MUSIClock with THE FIRST TIMES（2023年 - 、interfm）シキ・カヤのみ「月曜準レギュラー」として不定期出演